# Caloxiphus nigrostriolatus
Caloxiphus nigrostriolatus är en insektsart som först beskrevs av Brunner von Wattenwyl 1895.  Caloxiphus nigrostriolatus ingår i släktet Caloxiphus och familjen vårtbitare. Inga underarter finns listade i Catalogue of Life.